# Mihail Ghilhen
Mihail Eduardovici Ghilhen (Gilhen) (în rusă Михаил Эдуардович Гильхен; n. 1868 – d. după 1917) a fost un șambelan rus și guvernator al Basarabiei între anii 1912 – 1915. Ghilhen a deținut funcția de guvernator al Basarabiei până la data de 22 septembrie 1915, după care a emigrat în Polonia.

## Biografie

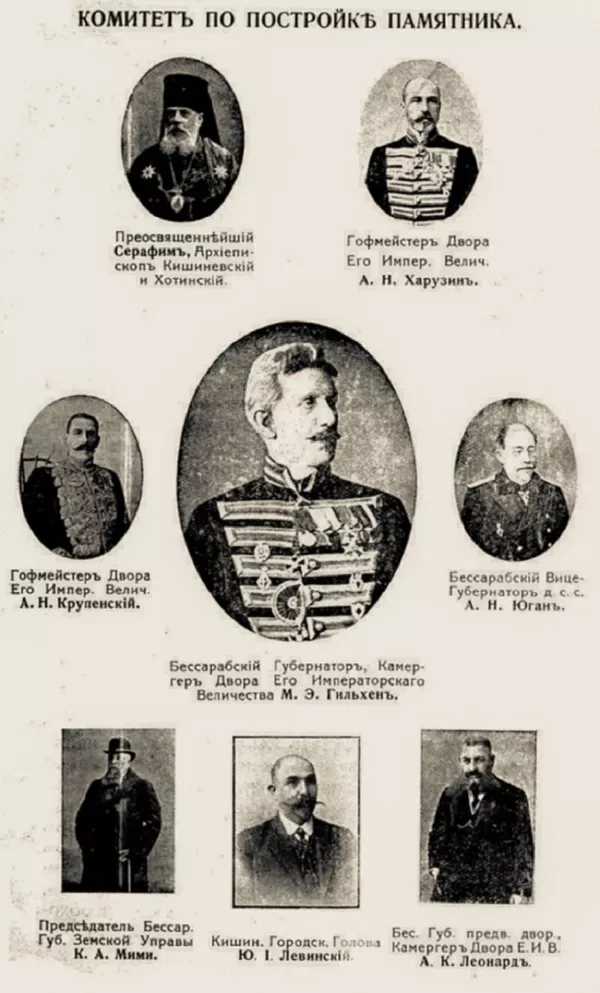
Membrii comisiei pentru construirea monumentului lui Alexandru I la Chișinău, 1911. În ordinea acelor de ceasornic: Serafim, arhipiescopul de Chișinău și Hotin, Aleksei Haruzin, fost guvernator al Basarabiei, Aleksandr Iugan, vice-guvernator al Basarabiei, Aleksandr Leonard, conducător al nobilimii basarabene, Iulian Levinski, primar de Chișinău, Constantin Mimi, latifundiar basarabean, Aleksandr Krupensky, mareșal al nobilimii din Basarabia și Ghilhen în prim-plan.

Ghilhen provenea dintr-o familie nobilă ereditară din gubernia Kursk. A absolvit Universitatea din Sankt Petersburg cu o diplomă în domeniul drepturilor omului în 1892, ulterior a fost atașat la Ministerul de Interne. A deținut succesiv pozițiile de: asistent-manager al Departamentului de Afaceri Generale (1893–95), funcționar-șef al Departamentului (1895–97), funcționar special al Departamentului (1897–1901) și, în cele din urmă, un oficial pe misiuni speciale din cadrul ministerului imperial de Interne (1901–05).
La 10 decembrie 1905 a fost numit vice-guvernator al guberniei Kursk, iar 17 decembrie 1907 – guvernator. În 1912 a fost transferat în funcția de guvernator al Basarabiei, râmând în funcția dată până în 1915. 
La 1 martie 1916 era director al filialei lucrătorilor din penitenciare din ținutul Șlisselbourg (gub, St. Petersburg). După Revoluția din Octombrie a emigrat în Polonia apoi, la începutul celui de-al doilea război mondial, s-a stabilit la Berlin.